# UFC 171
UFC 171: Hendricks vs. Lawler foi um evento de artes marciais mistas promovido pelo Ultimate Fighting Championship, ocorrido em 15 de março de 2014 no American Airlines Center, em Dallas, nos Estados Unidos.

## Background
O evento principal seria a disputa do Cinturão Meio Pesado do UFC entre o campeão Jon Jones e o desafiante Glover Teixeira. Porém, com o anúncio do afastamento em prazo indeterminado de Georges St. Pierre, a luta para disputa do cinturão dos Meio-Médios, entre Johny Hendricks e Robbie Lawler, acontecerá nesse evento. A luta entre Jones e Teixeira foi movida para o UFC 172.
Darrell Montague enfrentaria Will Campuzano no evento, porém, uma lesão tirou Montague do evento e ele foi substituído por Justin Scoggins.
Julianna Peña iria enfrentar Jéssica Andrade, mas uma grave lesão no joelho tirou Peña do evento, sendo substituída por Raquel Pennington.
Thiago Silva faria a luta contra Ovince St. Preux, contudo, Silva foi removido do card após ser preso e demitido da organização. Ele foi substituído pelo estreante na categoria Nikita Krylov.
Era esperado que Tor Troéng enfrentasse Bubba McDaniel no evento, porém, uma lesão tirou Troeng do evento. Seu substituto foi Sean Strickland.

## Card Oficial
Nota 1 Pelo Cinturão Vago Meio Médio do UFC.

## Bônus da Noite
- Luta da Noite:  Johny Hendricks vs.  Robbie Lawler
- Performance da Noite:  Ovince St. Preux e  Dennis Bermudez